# Podmaniczky-kastély (Aszód)
Az aszódi Podmaniczky-kastély Pest vármegyében, az Aszódi járásban található egykori főúri kastély. 
Egykor a báró podmanini és aszódi Podmaniczky család egyik legfontosabb birtoka volt. Jelenleg állami tulajdonban van, és üresen áll.

## Története
A felvidéki gyökerű osztrolukai Osztroluczky család 1683-ban kapta adományként Aszódot birtokba I. Lipót magyar királytól. A szintén felvidéki köznemes podmanini Podmaniczky I. János feleségül vette a települést birtokló Osztroluczky János egyetlen leányát és örökösét Juditot és hozományba megkapta a birtokot. Ő kezdte meg a kastély építését, mely ezt követően 250 éven keresztül a család birtokainak központja volt. A család ezért később a főnemesi ranggal együtt megkapta az aszódi előtagot is. A kastély építése egyes források szerint 1721–24 között, más források szerint 1738-tól kezdődött meg. Ennek az első kúriának a nagy része a mai kastély középső, földszintes részét alkotja. A legtöbb forrás az ekkortájt Egerben működő itáliai származású építészt, Giovanni Battista Carlonét nevezi meg a kastély tervezőjeként. Egyes forrásokban felmerül az ekkor az aszódi evangélikus templom újjáépítésén, később a Grassalkovich családnak Gödöllőn is dolgozó Mayerhoffer András neve. A kastélyon az első jelentős bővítést I. János két fia, Podmaniczky II. János és Sándor végeztették el, 1767–73 között. Az építész a gróf Grassalkovich I. Antal által ajánlott hatvani mester, Jung József volt, aki valószínűleg elbontotta a régi kúria oldalszárnyait, és a ma is látható emeletes oldalszárnyakat építette a helyükre, amelyeket a megrendelők után János-szárnynak (keleti) és Sándor-szárnynak (nyugati) neveznek. A testvérek és leszármazottaik 1782-ben kaptak bárói rangot II. József királytól. Itt töltötte gyermekéveit báró Podmaniczky Frigyes, aki a Fővárosi Közmunkák Tanácsának alelnökeként elévülhetetlen érdemeket szerzett a főváros fejlesztésében. A kastély 1869-ig volt a család tulajdonában, ekkor vásárolta meg a Bányai Evangélikus Egyházkerület, amely 1891-től 1948-ig Polgári Leánynevelő Intézetet működtetett a falai közt. Az államosítás után általános iskola, majd 1981-től a Pest Megyei Levéltár raktára költözött az épületbe. Állapota a rendszerváltás óta folyamatosan romlik, jelenleg üresen áll.

## Felépítése
A kastély, korábbi, középső, földszintes része barokk, míg a később épült oldalszárnyak késő barokk és copf stílust tükröznek. A Sándor-szárnyon a Podmaniczky család címere mellett a Jeszenák család címere kapott helyet, utalva Sándor feleségére királyfiai Jeszenák Éva Zsuzsannára (1735–1808). A János-szárnyon szintén helyet kapott a feleség kisfaludi Kisfaludy Zsuzsanna (1718–1786) címere. A szárnyak végén manzárdtetős sarokpavilonok állnak. Az épület többi részét nyeregtető fedi. Az 1950-es, 60-as években végzett felújítások során a beszakadt díszterem mennyezetét felújították, az épület ekkor kapott palatetőt. A nyugati szárny freskóit, Eszterházy Károly egri püspök által javasolt Kracker János Lukács és Zách József festette 1776–77-ben. A dísztererm freskója a bűnöket legyőző hit diadalát ábrázolja. Kracker freskóin a Hit, a Szeretet, a Szelídség, a Nagylelkűség, a Jótékonyság, a Mértékletesség, a Bátorság, az Igazság és a Bölcsesség allegóriái szerepelnek. A középső részen kőbábos korlátú terasz található, melyhez kétszárnyú lépcső vezet. A homlokzatot itt a Podmaniczky–Osztroluczky-címer díszíti. A hátsó homlokzathoz, Jung József, egy nyitott, boltozatos, árkádot tervezett. A kastély kertjébe két kapun át lehetett bejutni. Az egyiken két egyszarvú tarja a címert, a másikon copf füzérmotívum található. A kő kerti kapu egykor a füvészkert bejárata volt.